# Merge (Linguistik)
Merge bezeichnet eine syntaktische Operation, mit der zwei syntaktische Objekte zu einem neuen syntaktischen Objekt verknüpft werden. Sie ist eine der grundlegenden Operationen des Minimalistischen Programms innerhalb der Generativen Grammatik.

## Definition

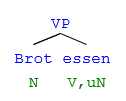
Merge wird durch nicht-interpretierbare Merkmale (hier: uN) ausgelöst

Merge verknüpft zwei syntaktische Objekte um ein neues syntaktisches Objekt zu formen. Das neue syntaktische Objekt beinhaltet die beiden originalen syntaktischen Objekte, welche Schwestern sind. Durch die syntaktische Relation der Schwesternschaft erlaubt Merge das Abhaken von Selektionsmerkmalen auf einem Kopf. Merge wird an den Wurzeln der Knoten angewandt. 

## Funktion
Merge wird durch nicht-interpretierbare Merkmale ausgelöst. Diese Merkmale müssen aus der Derivation entfernt werden und 'suchen' deshalb syntaktische Objekte mit entsprechenden interpretierbaren Merkmalen. Nach der Verknüpfung formen die beiden Objekte einen binären Baum. Merge kann nicht ausgelöst werden, wenn beide Objekte nicht-interpretierbare Merkmale tragen. Merge ist eine rekursive Operation, kann also auf das Ergebnis einer Merge-Operation angewandt werden. Durch die Funktionsweise von Merge werden die syntaktischen Strukturen von unten nach oben aufgebaut: man beginnt mit einem Ausdruck (Wort) und bildet daraus Phrasen und schließlich Sätze.